# سوندرييسكه
نادي سوندريوسكه لكرة القدم (بالدنماركية: SønderjyskE Fodbold)‏ هو نادي كرة قدم دنماركي. تأسس في 1 يناير 2004. يلعب في دوري السوبر الدنماركي. ملعبه البيتي هو سيدبانك بارك.

## وصلات خارجية
- الموقع الرسمي